# Байбулатов, Раиль Фатхисламович
Раиль Фатхисламович Байбулатов (баш. Рәил Фәтхелислам улы Байбулатов; 1937—2002) — башкирский писатель, переводчик, драматург и журналист. Член Союза писателей Башкирской АССР (1984). Заслуженный работник культуры Башкирской АССР (1988) и Российской Федерации (1997). Лауреат премии имени С. Чекмарёва (1991).

## Биография
Байбулатов Раиль Фатклисламович родился 2 июня 1937 года в деревне Ямангулово Куюргазинского района Башкирской АССР. В 1952 году окончил семилетнюю школы, поступил в Мраковское педагогическое училище.
В 1961 году окончил Стерлитамакский педагогический институт.
С 1962 года являлся редактором, заведующим редакцией Башкирского книжного издательства.
В 1990—1999 гг. был заместителем председателя правления Союза писателей Республики Башкортостан.
Умер 22 июля 2002 года в Уфе, похоронен на родине.

## Творческая деятельность
Начал публиковаться с 1960-х гг. В 1972 году был издан первый сборник рассказов «Әсәйемдең алсаҡ йөҙө» («Милое лицо матери»).
В рассказах и повестях под авторством Байбулатова, которые вошли в сборники «Иң ауыр фән» (1983; «Самая трудная наука»), «Оҙайлы имтихандар» (1988; «Долгие экзамены»), «Оятыңдан үлмәй тор!» (1993; «Не умирай от стыда!»), романе «Кисеүҙә гармун тауышы» (1997; «Звук гармони на переправе») поднимаются проблемы духовно-нравственного воспитания молодого поколения. В романе «Дала таңдары» (1991; «Степные зори») показана стойкость и мужество советского народа в годы Великой Отечественной войны и послевоенные годы.
Драмы «Йәрем минең — Алиһәм» (1993; «Возлюбленная»), «Фатихамды бирмәй китмәм» (1995; «Уйду, благославляя»), трагикомедия «Судный день» и другие были поставлены в республиканских театрах.
Раилем Байбулатовым были осуществлены переводы на башкирский язык произведений Р. Б. Ахмедова, Я. М. Мустафина, Э. Нойча, А. А. Фадеева, М. А. Чванова и других писателей.

## Книги
- Милое лицо матери: рассказы. — Уфа: Башкнигоиздат, 1972. — 58 с.
- Голубые облака: рассказы. — Уфа: Башкнигоиздат, 1975. — 60 с.
- Самая трудная наука: рассказы. — Уфа: Башк. кн.изд-во, 1983. — 184 с.
- Серая шинель: повесть, рассказы. — Уфа: Башк.кн. изд-во. 1986. — 190 с.
- Долгие экзамены: повесть, рассказы. — Уфа: Башк.кн.изд-во, 1988. — 288 с.
- Степные зори: роман. — Уфа: Башк. кн. изд-во. — 1990. — 368 с.
- Не умирай от стыда: повести. — Уфа: Китап, 1993. — 200 с.
- Звук гармони на переправе: роман, пьесы, рассказы. — Уфа: Китап, 1997. — 416 с.
- «Китап»: вехи и судьбы: очерки. Уфа: Китап, 1999.
- Земля моя, Куюргазинская: Очерки Уфа: МЦ ГУСП «БХПП». 2000.

## Память
- В Уфе на доме, где жил Раиль Байбулатов, установлена мемориальная доска.